# Seaton and Wassand

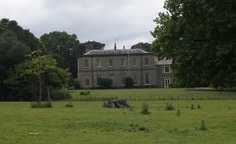
Wassand Hall

Seaton and Wassand var en civil parish från 1866 till 1935 då den blev en del av Seaton, i grevskapet East Riding of Yorkshire, i England. Civil parish var belägen 15 km från Beverley och hade 432 invånare år 1931.